# Lake of Bays (Ontario)
Lake of Bays – gmina (ang. township) w Kanadzie, w prowincji Ontario, w dystrykcie Muskoka.
Powierzchnia Lake of Bays to 671,41 km².
Według danych spisu powszechnego z roku 2001 Lake of Bays liczy 2900 mieszkańców (4,32 os./km²).

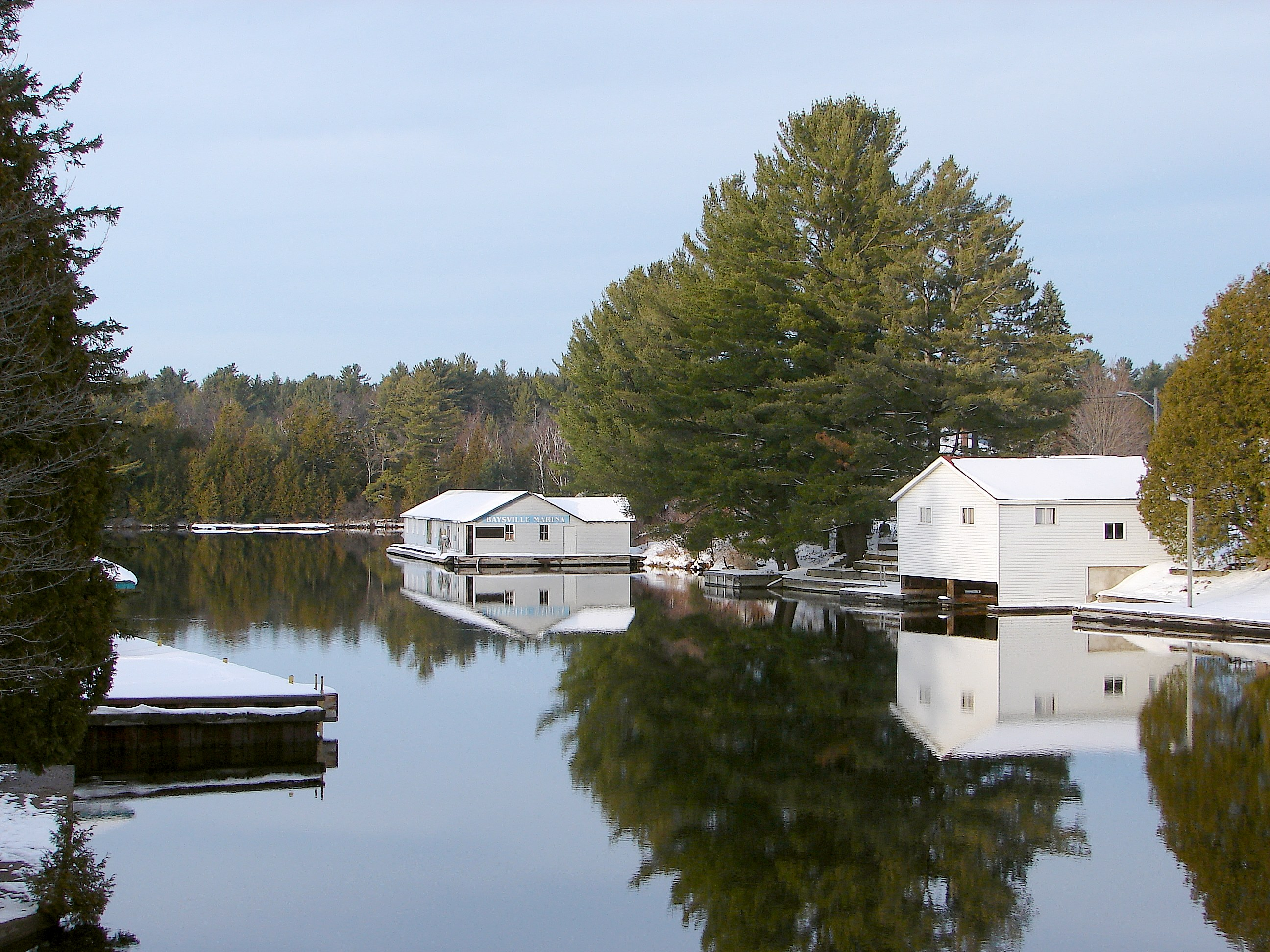
Baysville